# Fort Devens
Fort Devens (bis 1931: Camp Devens) war ein US-amerikanisches Ausbildungslager der US Army während des Ersten Weltkriegs. Das Lager hatte eine Grundfläche von 5.000 Acre und lag 35 Meilen nordwestlich von Boston.
Es wurde im August 1917 zu dem Zeitpunkt eröffnet, als die USA Kriegsteilnehmer wurde. Es war nur als vorläufige Unterkunft für die Ausbildung von Soldaten gedacht. Wie viele andere Ausbildungslager der US-Armee wurde es mit einer sehr großen Geschwindigkeit eröffnet. Während seiner Hauptbauphase wurden täglich 10,4 Gebäude errichtet. Nach seiner Erbauung beherbergte das Camp innerhalb weniger Tage 15.000 Rekruten, obwohl es zu diesem Zeitpunkt keineswegs fertiggestellt war. So flossen die Abwässer des Lagers beispielsweise vollständig ungeklärt in den Nashua River.
Ebenso wie Camp Funston ist Camp Devens aus heutiger Sicht vor allem medizinhistorisch bedeutsam. Es gehörte zu den ersten Ausbildungslagern, die im Herbst 1918 von der zweiten und tödlichen Welle der Spanischen Grippe getroffen wurde.
Auf der eigentlich für 35.000 Soldaten ausgelegten Basis befanden sich zu der Zeit 45.000 Soldaten, 5.000 Soldaten hatte man in einem Zeltlager auf dem Gelände der Basis untergebracht.
Am 7. September wurde der erste Soldat hospitalisiert. Aufgrund seines heftigen Krankheitsbildes vermutete man zunächst Meningitis bei ihm. Am nächsten Tag wurden bereits ein Dutzend weiterer Soldaten im Lazarett eingeliefert. Quarantänemaßnahmen, die zu diesem Zeitpunkt eventuell noch hilfreich gewesen wären, die Krankheitsausbreitung zu verlangsamen, wurden nicht eingeleitet.
Am 22. September waren bereits 19,6 Prozent der im Lager befindlichen krank.
Am 23. September lag die Krankenzahl bereits bei 12.604 Soldaten. 63 Soldaten starben an diesem Tag.
Insgesamt starben im Lager 850 Personen (1,8 %) an der spanischen Grippe.
1931 wurde aus dem Camp eine dauerhafte Einrichtung der US Army, entsprechend wurde der Name in Fort Devens geändert.